# Pepe (Fußballspieler, 1988)
Pepe, bürgerlich Leandro Mauri (* 4. März 1988 in Bento Gonçalves), ist ein brasilianischer Fußballspieler, welcher meist als Stürmer aufgeboten wurde.

## Karriere
In der Winterpause 2013 wechselte er aus seinen Heimatland vom Canoas Sport Club in die Primeira Liga zum SC Olhanense. In seiner neuen Mannschaft debütierte er am 17. Februar 2013 bei der 0:1-Niederlage gegen Vitória Setúbal. Von Trainer Bruno Saraiva wurde er in der 76. Minute für Liban Abdi eingewechselt. Nachdem Klassenerhalt in der Saison 2012/13 verließ er den Verein wieder.